# Peder Syv
Peder Pedersen Syv (født 22. februar 1631 i Syv ved Roskilde, død 17. februar 1702) var en dansk sprogforsker, folklorist og præst.

## Opvækst og uddannelse
Syv var søn af en fæstebonde i Kirke-Syv ved Roskilde; han blev 1653 student fra Roskilde, var i nogle år hører ved Vor Frue Skole i København, blev 1658 rektor Næstved Latinskole, 1664 sognepræst i Hellested i Stevns Herred, hvor han blev til sin død.

## Sprogforsker
Som sprogforsker hørte Syv til en lille kreds af danske mænd, som, delvis under indflydelse af det tyske "frugtbringende selskab", Opitz og Harsdorffer, begyndte at virke for modersmålets ret; blandt Syvs nærmeste venner var således Hans Mikkelsen Ravn og Laurids Kock.
Syvs første sprogskrift er: Nogle Betænkninger om det cimbriske Sprog (om "germanske" sprog) (1663); "Betænkningerne" handler om sprogenes oprindelse og slægtskab, om bogstaver og runer, om retskrivning (i anledning af sine retskrivningsforslag kom Syv i strid med Henrik Gerner), om fremmedord, digtekunst m.m.; som tillæg meddeles nogle af Syvs egne Vers om adskillige Ting, deriblandt nogle af de ældste danske sonetter ("klingerim"), hyrdedigte og epigrammer.
1685 kom hans Den danske Sprogkunst eller Grammatica, den første danske grammatik på modersmålet. Af Syvs danske ordbog blev kun bogstavet A trykt (1692); men hans håndskrevne samlinger brugtes som grundlag for Rostgaards (1671-1745) udførlige ordbogsarbejde.

## Folkemindesamler
Større betydning end ved sine sprogskrifter har Syv ved sine folkemindesamlinger. Hans samling af Almindelige danske Ordsprog (1682 og 1688) overgår ikke alene langt Peder Laales, men udgør hovedstammen i alle senere ordsprogssamlinger. Hans udgave af Danske Viser (1695 og mange senere optryk) består af Anders Sørensen Vedels 100 viser, hvortil Syv føjede 100 andre, som han selv havde samlet; blandt disse findes også viser fra hans egen tid (L. Kocks Dannevirkevise m.m.) og oversættelser af nogle islandske kvad. I håndskrift efterlod han sig flere fuldendte som ufuldendte værker, bl.a. Den danske Boglade, en ræsonnerende fortegnelse over danske bøger, samt forarbejderne til et veterinærmedicinsk skrift Medicina Veterinaria dateret 1700.

## Det danske sprog
I sin levetid hædredes Syv med titlen Philologus regius linguæ Danicæ ("kongelig filolog i det danske sprog"). Eftertiden har tildelt ham det kun delvis berettigede hædersnavn "den danske sprogforsknings fader". Sin største betydning har han ved sin varme sans for det danske sprog og fædrelandets minder på en tid, da flertallet af de lærde savnede forståelse af den betydning, beskæftigelse med modersmålet havde.
  "Nogle maa skee meene og, at der var vel andet,

  i det Latinske og Grædske sprog, 

  hvor paa jeg heller buurde at anvende tiden.

  Men mig bør jo først at vide mit fæderneland

  og dets sprog nogen ære"
Et vidnesbyrd om Syvs evne til hos andre at vække interesse for de samme ting, som beskæftigede ham selv, er hans indflydelse på Jørgen Sorterup.
Litteratur anvendt af Dahlerup i Salmonsen
F. Winkel Horn: Peder Syv, 1878.

## Udgivelser
- 1663: Nogle betenkninger om det Cimbriske Sprog – om germanske sprog
- 1685: Den danske Sprogkunst eller Grammatica – den første danske grammatik og sproglære
- 1682: Almindelige Danske Ordsprog og korte Lærdomme, Bd. I.
- 1688:Almindelige Danske Ordsprog og korte Lærdomme, Bd. II.
- 1695: 200 Viser om Konger, Kæmper og andre

### Eksempler fraAlmindelige danske Ordspog
- Det Onde skriver man i Steen, det Gode i Støv.
- Kroget Træe bærer og god Frugt.
- Mange bekke og smaa gjøre en stoor aa.
- Det stille vand har dend dybe grund.
- Smaa børn smaa sorger, store børn store sorger.
- Liden tue velter et stort læs.
- Bedre uret fred end retfærdig krig.
- Døden er ende paa visen.
- Gør hellere en skøge af min datter, end en baad af min ost.